# Джордж Лоурі
Джордж Гайнс Лоурі молодший (англ. George Hines Lowery Jr.; 2 жовтня 1913 — 19 січня 1978) — американський орнітолог і професор зоології в Університеті штату Луїзіана, який запровадив методику вивчення нічної міграції птахів шляхом широкомасштабних спостережень за допомогою телескопів по всій території США зграй птахів, коли вони літали вночі на тлі місяця.
Джордж народився в місті Монро, Луїзіана, де його батьки заохочували інтерес до світу природи. Він навчався в Луїзіанському політехнічному інституті в Растоні з 1930 по 1932 рік, після чого перевівся до Луїзіанського державного університету в Батон-Ружі. Він отримав ступінь бакалавра в 1934 році та ступінь магістра в 1936 році. Деякий час працював інструктором і помічником куратора зоологічного музею. У 1947 році він отримав ступінь доктора філософії в Канзаському університеті та повернувся, щоб стати професором. У 1955 році він став професором зоології. У 1955 році він опублікував книгу «Птахи Луїзіани», яка отримала літературну премію Луїзіани. Він також здійснював колекційні поїздки, деякі з яких фінансувала родина Макілгенні, і співпрацював з Джосселін Ван Тайн. Серед його аспірантів був Томас Реймонд Гавелл.
Його найвідомішим внеском в орнітологію стала техніка, яку він розробив разом з астрономом В. А. Ренсе для вивчення нічної міграції. Вони залучили кілька астрономів-аматорів для співпраці та отримання кількісних оцінок міграції птахів шляхом прямих спостережень. Це була тема його докторського дослідження, і він розробив її разом зі своїми студентами SA Gauthreaux і Robert J. Newman. За цю роботу в 1956 році він отримав медаль Брюстера від Американської спілки орнітологів.
На його честь названі сичик-ельф перуанський (Xenoglaux loweryi) і підвид алігаторової ящірки Gerrhonotus liocephalus loweryi.